# Tonight Is the Night
"Tonight Is the Night" é o single de estreia oficial do cantor americano Outasight lançado em 23 de setembro de 2011 pela gravadora Warner Bros. Records. A estréia da canção na televisão americana ocorreu no canal FOX, durante o segundo resultado do reality show The X Factor. O videoclipe foi dirigido por Dori Oskowitz. No dia 1º de março de 2012 a canção foi certificada como disco de ouro pela RIAA.
A música é usada nos comerciais do Oscar 2012, em um comercial da Pepsi e virou tema do episódio nº 1000 do programa WWE Raw.

## Faixas
| Download digital |                        |         |  |
| N.º              | Título                 | Duração |  |
| 1.               | "Tonight Is the Night" | 3:10    |  |

## Posições e certificações

### Posições
| Posições (2011-12)                              | Melhores posições |
| ----------------------------------------------- | ----------------- |
| Austrália (ARIA)                                | 72                |
| Canadá (Canadian Hot 100)                       | 53                |
| Estados Unidos (Billboard Hot 100)              | 38                |
| Estados Unidos (Billboard Hot Dance Club Songs) | 6                 |
| Estados Unidos (Billboard Pop Songs)            | 14                |
| Estados Unidos (Billboard Adult Pop Songs)      | 28                |

### Certificações
| País                  | Certificação | Vendas  |
| --------------------- | ------------ | ------- |
| Estados Unidos (RIAA) | Ouro         | 500,000 |